# (37551) 1981 EY34
1981 EY34 (asteroide 37551) é um asteroide da cintura principal. Possui uma excentricidade de 0.11639000 e uma inclinação de 14.84123º.
Este asteroide foi descoberto no dia 2 de março de 1981 por Schelte J. Bus em Siding Spring.